# 菲利普·海因茨
菲利普·海因茨（德語：Philip Heintz；1991年2月21日—）是一位德國游泳運動員。他代表德國參加了2012年夏季奧林匹克運動會。他也多次代表德國參加世界游泳錦標賽。